# Cryptonatica janthostoma
Cryptonatica janthostoma — вид морских и солоноватоводных брюхоногих моллюсков из семейства натики (Naticidae). В ископаемом виде не обнаружены.
Высота раковины до 69,5, диаметр до 63 мм. Она толстостенная, округлая, с 6—7 оборотами, окрас желтовато-серый, бурый, коричневый или каштановый, часто с 2-3 широкими, светлыми полосами на последнем обороте. Скульптура образована осевыми линиями роста и почти незаметной микроскопической спиральной исчерченностью. У внутреннего края устья есть белый наплыв, образующий в верхней своей части вырезку, окаймляющую почти округлый неширокий пупок. Есть известковая крышечка. Обитает в восточной части Тихого океана в северной и западной частях Японского моря, от острова Хоккайдо и Курильских островов до берегов Камчатки. Бентосное животное, встречается на песчанистых, илисто-песчанистых, ракушечных и галечных грунтах от нижней части литорали до 80 метров глубины. Размножается с конца весны по начало лета. Делают лентовидные кладки, свернутые в виде широкой воронки, зеленовато-серые, облепленные песчинками. Хищный моллюск, часто нападает на двустворчатого моллюска Ruditapes philippinarum, проделывая отверстие в его створке и пожирая тело жертвы. Cryptonatica janthostoma безвредны для человека, их охранный статус не определён, объектом промысла не являются.